# Годеницата на Чъки
„Годеницата на Чъки“ (на английски: Bride of Chucky) е американска слашър хорър комедия от 1998 г.

## Сюжет
Внимание:  Текстът по-долу разкрива сюжета на произведението (или части от него)!
Бившата приятелка на Чарлс Лий Рей, Тифани, открадва останките на Чъки. Тя ги сглобява и чрез вуду ритуал го съживява, макар и в малко по-различна форма. Чъки я убива и прехвърля нейната душа в кукла-булка. Двамата се промъкват в колата на млада двойка, които отиват на гроба на Рей. Там, Чъки планира да използва амулет и най-после да придобие ново тяло.

## Актьорски състав
- Брад Дуриф – Чарлс Лий Рей / Гласът на Чъки
- Дженифър Тили – Тифани / Гласът на Тифани
- Катрин Хайгъл – Джейд
- Джон Ритър – шериф Уорън Кинкейд
- Ник Стебайл – Джеси

## Любопитно
- В началото на филма, в полицейския участък се виждат трофеи на известните серийни убийци: маската на Майкъл Майърс (Хелоуин), ръкавицата на Фреди Крюгер (Кошмари на Елм Стрийт), резачката на Томас Хюит – Коженото Лице (Тексаско клане) и хокейната маска на Джейсън Ворхис (Петък 13-и).
- Чъки казва, че от неговата история може да се направят 4 филма.
- След като ранява шериф Кинкейд с пирони по главата, Чъки казва: „На кого ми прилича?“, което е препратка към Хелрейзър.